# Partido Socialista Escocês
O Partido Socialista Escocês (em inglês: Scottish Socialist Party; em escocês gaélico: Pàrtaidh Sòisealach na h-Alba; em scots: Scots Socialist Pairtie) é um partido político da Escócia.
Fundado em 1998, o partido é claramente de esquerda, defendendo a independência da Escócia e a instauração da república se tal acontecer, além de seguir o socialismo e ser abertamente crítico do capitalismo. Além disto, os socialistas defendem a manutenção da Escócia na União Europeia, mas, defendendo a necessidade de implementar um programa socialista na União Europeia.

## Resultados eleitorais

### Eleições legislativas do Reino Unido

#### Resultados referentes à Escócia
| Data | Votos  | %          | +/- | Deputados | +/-     | Status            |
| ---- | ------ | ---------- | --- | --------- | ------- | ----------------- |
| 2001 | 72 518 | 3,1 (5.º)  |     | 0 / 72    |         | Extra-parlamentar |
| 2005 | 43 514 | 1,9 (5.º)  | 1,2 | 0 / 59    | Estável | Extra-parlamentar |
| 2010 | 3 157  | 0,1 (9.º)  | 1,6 | 0 / 59    | Estável | Extra-parlamentar |
| 2015 | 895    | 0,0 (10.º) | 0,1 | 0 / 59    | Estável | Extra-parlamentar |

### Eleições regionais da Escócia
| Data | Distrito Eleitoral | Distrito Eleitoral | Distrito Eleitoral | Regional | Regional   | Regional | Deputados | +/-     | Status            | Aliança |
| Data | Votos              | %                  | +/-                | Votos    | %          | +/-      | Deputados | +/-     | Status            | Aliança |
| ---- | ------------------ | ------------------ | ------------------ | -------- | ---------- | -------- | --------- | ------- | ----------------- | ------- |
| 1999 | 23 564             | 1,0 (5.º)          |                    | 46 635   | 2,0 (7.º)  |          | 1 / 129   |         | Oposição          |         |
| 2003 | 117 709            | 6,2 (5.º)          | 5,2                | 128 026  | 6,7 (6.º)  | 4,7      | 6 / 129   | 5       | Oposição          |         |
| 2007 | 525                | 0,0 (13.º)         | 6,2                | 12 731   | 0,6 (13.º) | 6,1      | 0 / 129   | 6       | Extra-parlamentar |         |
| 2011 |                    |                    |                    | 8 272    | 0,4 (12.º) | 0,2      | 0 / 129   | Estável | Extra-parlamentar |         |
| 2016 |                    |                    |                    | 10 911   | 0,5 (9.º)  | 0,1      | 0 / 129   | Estável | Extra-parlamentar | RISE    |

### Eleições europeias

#### Resultados referentes à Escócia
| Data | Votos         | %             | +/-           | Deputados     | +/-           |
| ---- | ------------- | ------------- | ------------- | ------------- | ------------- |
| 1999 | 39 720        | 4,0 (6.º)     |               | 0 / 8         |               |
| 2004 | 61 356        | 5,2 (7.º)     | 1,2           | 0 / 7         | Estável       |
| 2009 | 10 404        | 0,9 (10.º)    | 4,3           | 0 / 6         | Estável       |
| 2014 | Não concorreu | Não concorreu | Não concorreu | Não concorreu | Não concorreu |